# Universidad Tecnológica de Tampere
La Universidad Tecnológica de Tampere, en finés Tampereen teknillinen yliopisto (abreviatura TTY), fue la segunda universidad de ingenierías más grande de Finlandia. Estaba situada en la ciudad de Tampere. A partir de 2019 fue fusionada con la Universidad de Tampere para formar la nueva Universidad de Tampere.
Está orientada a la investigación y enseñanza de calidad en su ciencias aplicadas, para lo cual posee 1800 personas en plantilla y conexiones con la industria local, como la compañía Nokia. Como todas las universidades finlandesas, está subvencionada mediante fondos públicos.